# Kristijan Bistrović
Kristijan Bistrović (Koprivnica, 9 april 1998) is een Kroatisch voetballer die doorgaans als middenvelder speelt. Hij verruilde in 2018 Slaven Belupo voor CSKA Moskou. Door CSKA werd hij achtereenvolgens verhuurd aan Kasımpaşa, Fatih Karagümrük, Lecce, Fortuna Sittard en Baltika Kaliningrad. Bistrović was Kroatisch jeugdinternational.